# Tušita
Tušita (Tushita), tudi Tusita, sanskrtski izraz, ki pomeni polni veselja.
V budizmu pomeni Tušita skupino zadovoljnih bogov (glej Deve), ki štiri tisoč let živijo v istoimenskem četrtem nebesnem nadstropju, en njihov dan pa je enak štiristo človeškim letom. V Tušiti med drugim živi tudi Majtreja, prihodnji buda.